# Mother of pearl
『mother of pearl』（マザー・オブ・パール）は、鈴木雅之の1枚目のソロアルバム。

## 解説
前年、ラッツ&スターの活動を休止させ、ソロ活動を開始して初のアルバム。大沢誉志幸プロデュースによる、ソロデビューシングル「ガラス越しに消えた夏」（同時発売）を含む10曲入りのフルアルバム。発売からおよそ半年後、12インチシングル「ふたりの焦燥」がロングヴァージョン（Extended Version）にてリカットされた。同年5月、本作を引っ提げて初のツアーを行った。作曲陣には他に岡村靖幸、久保田利伸、ホッピー神山らも居り、この内岡村と久保田は同年ソロアーティストとして歌手デビューしている。また、後年の楽曲でも大沢・岡村・久保田から楽曲提供を継続して受けている。鈴木自身も数曲作曲を担当している。
1991年8月23日、CD盤にて再発された。

## 収録曲
| #         | タイトル                                                           | 作詞       | 作曲                 | 編曲      | 時間  |
| --------- | ------------------------------------------------------------------ | ---------- | -------------------- | --------- | ----- |
| 1.        | 「ふたりの焦燥」                                                   | 竹花いち子 | hoppy神山            | hoppy神山 | 3:40  |
| 2.        | 「別の夜へ 〜Let's Go〜」                                          | 柳川英巳   | 岡村靖幸             | hoppy神山 | 3:55  |
| 3.        | 「ガラス越しに消えた夏」(日清食品カップヌードルキャンペーンソング) | 松本一起   | 大沢誉志幸           | hoppy神山 | 5:16  |
| 4.        | 「輝きと呼べなくて」                                               | 柳川英巳   | 鈴木雅之、大沢誉志幸 | hoppy神山 | 4:16  |
| 5.        | 「メランコリーな欲望」                                             | 大沢誉志幸 | 大沢誉志幸           | hoppy神山 | 3:34  |
| 合計時間: | 合計時間:                                                          | 合計時間:  | 合計時間:            | 合計時間: | 20:41 |

| #         | タイトル                     | 作詞      | 作曲       | 編曲                 | 時間  |
| --------- | ---------------------------- | --------- | ---------- | -------------------- | ----- |
| 1.        | 「今夜だけひとりになれない」 | 柳川英巳  | 久保田利伸 | 有賀啓雄             | 4:17  |
| 2.        | 「ときめくままに」           | 松本一起  | 久保田利伸 | 有賀啓雄             | 4:28  |
| 3.        | 「One more love tonight」    | 中島文明  | 中島文明   | 有賀啓雄、藤井丈司   | 3:29  |
| 4.        | 「Just Feelin' Groove」      | 柳川英巳  | 大沢誉志幸 | 大沢誉志幸、藤井丈司 | 3:24  |
| 5.        | 「追想」                     | 柳川英巳  | 鈴木雅之   | 有賀啓雄             | 4:06  |
| 合計時間: | 合計時間:                    | 合計時間: | 合計時間:  | 合計時間:            | 19:44 |